# J. A. W. Bennett
Jack Arthur Walter Bennett (Auckland, 1911 – Los Angeles, 1981) foi um acadêmico literário neozelandês radicado no Reino Unido, célebre por seu estudo da literatura do inglês médio. 
Seus pais eram naturais de Leicester, e foi para lá que emigraram no início do seculo XX, vindos da Nova Zelândia. Editou o jornal Medium Aevum, de 1956 a 1980, tendo auxiliado anteriormente seu antecessor, C. T. Onions, e foi colega de C. S. Lewis no Magdalen College, Oxford. Em 1964 sucedeu a Lewis no cargo de professor de inglês medieval e renascentista na Universidade de Cambridge. Sua obra mais significativa foi o volume sobre Literatura do Inglês Médio da Oxford History of English Literature, completada após a sua morte por Douglas Gray e publicada em 1986.